# Castillo de Mariedal
El Castillo de Mariedal (Mariedals slott) es una mansión levantada en el municipio de Götene, en  Västergötland (Suecia).

## Historia
A mediados del siglo XVII Magnus Gabriel De la Gardie (1622-1686) adquirió la finca. En estos terrenos fue erigido el edificio principal con dos alas. La propiedad fue nombrada en honor a la esposa de Magnus Gabriel, María Eufrosina, la hermana del rey Carlos X de Suecia.
Relatos escritos y la veleta indican que el edificio principal fue construido en 1666. El edificio consiste en una casa de piedra con dos plantas en estilo barroco. El interior del castillo ofrece techos de estuco y revestimientos de madera. Se ha asumido comúnmente que Jean de la Vallée era el responsable del diseño. Existen muchas similitudes obvias entre Mariedal y otras estructuras diseñadas por De la Valle, en particular el Riddarhuset en Estocolmo, no obstante, no hay aún ninguna prueba de cualquier conexión entre los edificios.
Entre 1740 y 1786, fue la residencia de la condesa Eva Ekeblad (1724-1786), la hija del conde Magnus Julius De la Gardie (1668-1741). Tras su matrimonio, su padre les regaló Mariedal a ella y a su marido Claes Claesson Ekeblad.